# McGuinness Flint
McGuinness Flint was een Britse folk- en popband.

## Bezetting
- Tom McGuinness[3] (geb. 2 december 1941 in Wimbledon)
- Hughie Flint[4] (geb. 15 maart 1941 in Manchester)
- Benny Gallagher[5] (geb. 21 januari 1944 in Blaimore, Argyll, Schotland)
- Graham Hamilton Lyle[6] (geb. 11 maart 1944 in Bellshill, Schotland)

Na de ontbinding van de band Manfred Mann in 1969 vormde Tom McGuinness met Hughie Flint, voorheen bij John Mayall's Bluesbreakers, de zanger Dennis Coulson en de muzikanten Benny Gallagher en Graham Lyle de band McGuinness Flint.

## Geschiedenis
Hun eerste single When I'm Dead and Gone bereikte eind 1970 nummer 2 in de UK Singles Chart en nummer 47 in de Billboard-hitlijst en nr. 35 in de Cashbox-poplijst in de Verenigde Staten, nr. 5 in Ierland en nummer 31 in Canada. Het debuutalbum McGuinness Flint haalde ook de Top 10 van de UK Albums Chart. In 1999 kreeg het nog een trip in de soundtrack van de film East is East.
De vervolgsingle Malt and Barley Blues was een Britse nummer 5-hit in 1971, maar de band bezweek onder de druk van onmiddellijk succes en moest een tweede album opnemen en hun opgenomen geluid adequaat reproduceren op het podium, wat resulteerde in teleurstellende concerten, waarna een reeks ziektes onder de bandleden de meeste concerten van hun eerste tournee annuleerde. Volgens McGuinness bestond de band op dat moment uit twee groepen hechte vrienden, de eerste was Flint, McGuinness en Coulson, en de andere was Gallagher en Lyle. Hoewel deze twee eenheden over het algemeen goed met elkaar overweg konden, was een belangrijk meningsverschil tussen hen dat de eerste groep vond dat de band zich moest concentreren op toeren en optreden, terwijl het Gallagher/Lyle-kamp vond dat ze zich moesten concentreren op het schrijven en opnemen van liedjes.
Het tweede album Happy Birthday Ruthy Baby kwam niet in de hitlijsten, net als het titelnummer toen het als single werd uitgebracht, maar bevatte enkele Gallagher- en Lyle-nummers, met name Sparrow, die covers aantrok.
Gallagher en Lyle vertrokken eind 1971 om als duo op te nemen en zouden in 1976 groot succes boeken met hun hit-beladen vijfde album Breakaway. McGuinness Flint zou sommige van hun composities blijven spelen in liveoptredens. Nadat verschillende tijdelijke leden kwamen en gingen, waaronder komiek Neil Innes op piano, rekruteerde de band permanent bassist Dixie Dean en nam het album Lo and Behold op met nummers van Bob Dylan (dat nog niet officieel was opgenomen en uitgebracht door de schrijver zelf). Dit album werd toegeschreven aan Coulson, Dean, McGuinness en Flint en werd uitgegeven in 1972. De single Let The People Go werd door de BBC verboden, omdat het verband hield met de Ulster-crisis, een lot dat ook de eigentijdse single Give Ireland Back to the Irish van Wings overkwam.
Coulson vertrok om een soloalbum op te nemen voor Elektra Records (waaraan Gallagher en Lyle hebben bijgedragen) en werd vervangen door Lou Stonebridge op keyboards en Jim Evans op gitaar. Deze nieuwe bezetting nam nog twee albums op. Geen van deze opnamen verkocht goed en de groep ontbond in 1975. In 1976 hadden Gallagher en Lyle met I Wanna Stay With You en Heart on my Sleeve een top 10-hit in het Verenigd Koninkrijk. De splintergroep Stonebridge McGuinness had in 1979 een kleine hit met Oo-Eeh Baby (#54 in het Verenigd Koninkrijk) en bracht het jaar daarop het album Corporate Madness uit bij RCA Records. Deze band bleek echter van korte duur te zijn en daarna voegden McGuinness en Flint zich allebei bij The Blues Band met de voormalige zanger en mondharmonicaspeler Paul Jones van Manfred Mann. Stonebridge had een rol in de klassieke soulrevival-outfit The Dance Band uit de vroege jaren 1980, die opnamen maakte voor het door PRT gedistribueerde Double D-label.
McGuinness herenigde zich in 1983 kort met Graham Lyle om de Lyle McGuinness Band te vormen, een kortstondig folkrockensemble dat de single Elise en het album Acting on Impulse opnam voor het onafhankelijke label Cool King. In Duitsland kreeg deze bezetting een publicatie bij Polydor. Lyle's songwritingcarrière explodeerde kort daarna met het wereldwijde succes van zijn compositie What's Love Got to Do with It? voor Tina Turner, om ervoor te zorgen dat de Lyle McGuinness Band niet zou doorgaan. Diamond Recordings bracht het album in 1997 uit op cd als Elise, Elise, met de toevoeging van de niet-album single plus een niet eerder uitgebracht nummer.
McGuinness blijft opnemen en optreden als lid van zowel The Blues Band als The Manfreds, waarbij de laatste band een samensmelting is van Manfred Mann-leden uit de jaren 1960 die sinds 1992 actief zijn.

## Overlijden
Dennis Coulson overleed op 15 januari 2006.

## Discografie

### Singles
- 1970: When I'm dead and gone
- 1971: Malt and Barley Blues
- 1971: Conversation / Fixer / Reader to Writer / Sparrow (ep)
- 1971: Happy Birthday Ruthy Baby
- 1972: Let the People Go
- 1972: Lay Down Your Weary Tune (Coulson, Dean, McGuinness, Flint)
- 1973: Ride on My Rainbow
- 1974: C'est la vie

### Albums
- 1970: McGuinness Flint
- 1971: Happy Birthday, Ruthy Baby
- 1972: Lo & Behold (Coulson, Dean, McGuinness, Flint)
- 1973: Rainbow
- 1974: C'est la vie

### Compilaties
- 1973: Greatest Hits
- 1996: The Capitol Years
- 1996: When I'm Dead and Gone
- 2002: Malt & Barley Blues

### NPO Radio 2 Top 2000
Van McGuinness Flint stond alleen When I'm dead and gone in 1999 in de NPO Radio 2 Top 2000, op plek 1859.